# Wronczyn (gmina Pobiedziska)
Wronczyn – wieś w Polsce, położona w województwie wielkopolskim, w powiecie poznańskim, w gminie Pobiedziska.

## Położenie
Wieś położona na Pojezierzu Gnieźnieńskim, w rynnie poglacjalnej między jeziorami Wronczyńskim Małym i Wronczyńskim Dużym.

## Historia

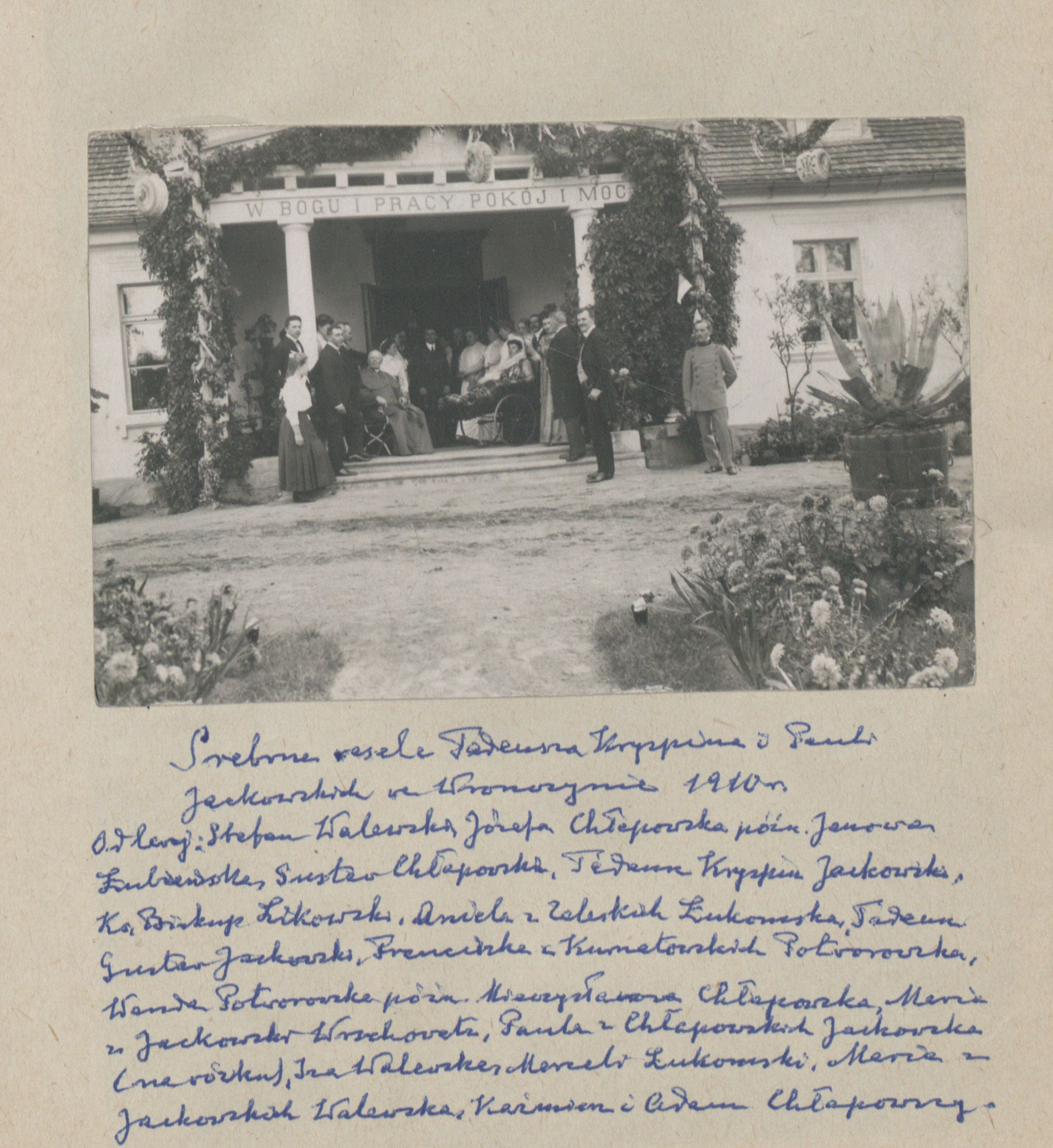
Srebrne wesele Tadeusza Kryspina i Pauli Jackowskich we Wronczynie, 1910 (ze zbiorów Archiwum Państwowego w Poznaniu)

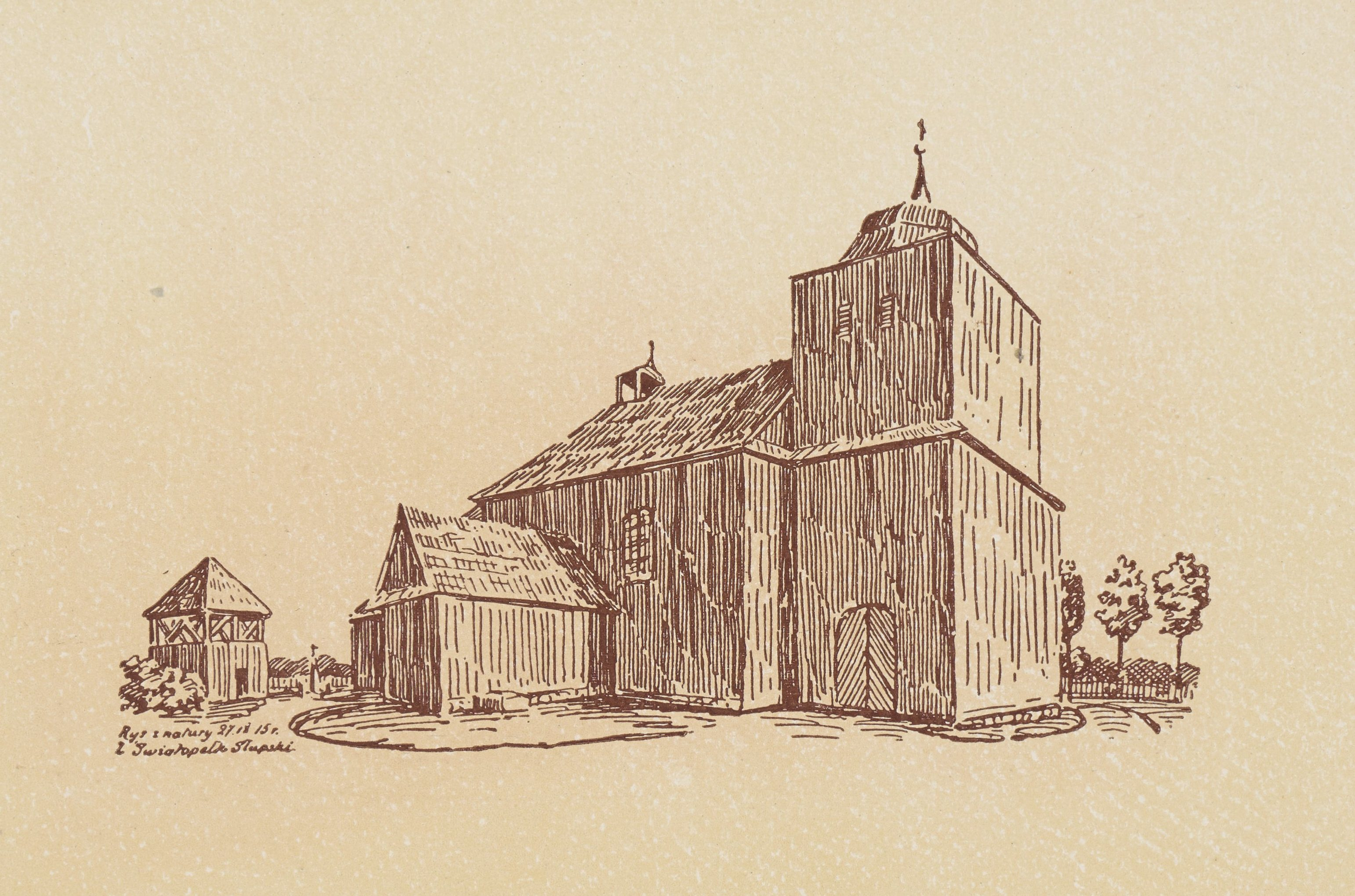
Widok drewnianego kościoła przed 1917

Na terenie wsi odkopano osadę z III w. n.e. należącą do kultury przeworskiej.
Pierwsze wzmianki o Wronczynie pochodzą już z 1136 roku. W średniowieczu wieś należała do rodu Porajów, z którego wywodził się biskup poznański Bogufał III., który w 1256 roku ufundował wronczyński kościół parafialny. Później wieś należała do rodu Łodziów. W XVIII i XIX wieku należała do właścicieli pobliskich Krześlic. Pod koniec XIX wieku wieś była własnością niemieckiej rodziny Falkenhaynów. W roku 1899 wieś wykupił Tadeusz Kryspin Jackowski, herbu Gozdawa, syn Maksymiliana Jackowskiego. Tadeusz Kryspin Jackowski zamieszkał we Wronczynie z żoną Paulą Chłapowską z Czerwonej Wsi koło Krzywinia. Na początku XX wieku przebudował dwór, powiększając go o boczne skrzydła. Następnym właścicielem był syn Tadeusz Gustaw, który zamieszkał tutaj z żoną Anną. Był on dyplomatą, m.in. ambasadorem RP w Belgii i Luksemburgu (w latach 1929–1937). W okresie międzywojennym gościło w jego majątku wiele wybitnych postaci życia politycznego i kulturalnego min.: marszałek Edward Rydz-Śmigły, minister Józef Beck, Artur Rubinstein, Ignacy Jan Paderewski, Jan Lechoń, Kornel Makuszyński, Juliusz Osterwa, Leon Schiller – szwagier Tadeusza (grób jego rodziców znajduje się w nekropolii Jackowskich), Tadeusz Boy-Żeleński, Ryszard Ordyński, Józef Czajkowski, Egon Erwin Kisch, Edward Raczyński, biskup Antoni Laubitz, Ludwik Solski, Mieczysława Ćwiklińska i Julian Tuwim.
Prawdopodobnie wieś powstała w czasach rzymskich. Nazwa pochodzi od strumyka Wronka (nazwa średniowieczna), którego ujście od jeziora znajduje się w pobliżu Wronczyna. Na cmentarzu przykościelnym znajduje się grób Maksymiliana Jackowskiego, patrona Kółek Włościańskich w Księstwie Poznańskim. Na jego cześć powstała ścieżka dydaktyczna propagująca i chroniąca dziedzictwo kulturalne i przyrodę wsi Wronczyn.
Ścieżka składa się z kilku odcinków: cmentarz przykościelny z grobem patrona, teren zielonej szkoły nad jeziorem Wronczyńskim Małym i punktem widokowym, droga znad jeziora Wronczyńskiego Małego nad jezioro Wronczyńskie Duże wiodąca obok dworku Jackowskich i teren nad jeziorem Wronczyńskim Dużym z pomnikami przyrody.
W roku setnej rocznicy śmierci Patrona (2005) Zespół Szkół we Wronczynie otrzymał jego imię. W budynku szkoły znajduje się Izba Pamięci poświęcona Maksymilianowi Jackowskiemu.
W latach 1975–1998 miejscowość należała administracyjnie do województwa poznańskiego.

## Zabytki
- Dwór zbudowany na przełomie XVIII/XIX w., przebudowany w formach neobarokowych na początku XX w. (1904 r.) dla Tadeusza Jackowskiego. Budynek parterowy, z mieszkalnym poddaszem ukrytym w wysokim dachu. W fasadzie frontowej czterokolumnowy ganek, nad którym znajduje się wystawka. W elewacji ogrodowej drewniany portyk. Obecnie dwór jest własnością prywatną, w trakcie remontu.
- Przy dworze zachowana gorzelnia z II poł. XIX w.
- Park krajobrazowy (pow. 1,8 ha).
- Drewniany kościół pw. św. Stanisława. Drewniana świątynia z XVIII w. podczas okupacji została zamieniony na magazyn sprzętu lotniczego dla pobliskiego lotniska w Bednarach i w 1945 roku podpalona[5]. Obecny murowany kościół pochodzi z 1975 roku.
- Drewniana dzwonnica znajdująca się na terenie przyległym do kościoła z 1762 roku.
- Cmentarz przy kościele pw. św. Stanisława Biskupa Męczennika, na którym znajdują się groby zasłużonych Wielkopolan, m.in. grobowiec rodziny Jackowskich. Są one pozostałością dawnego cmentarza parafialnego. Odznaczają się one ponadprzeciętną wartością artystyczną oraz zabytkową.

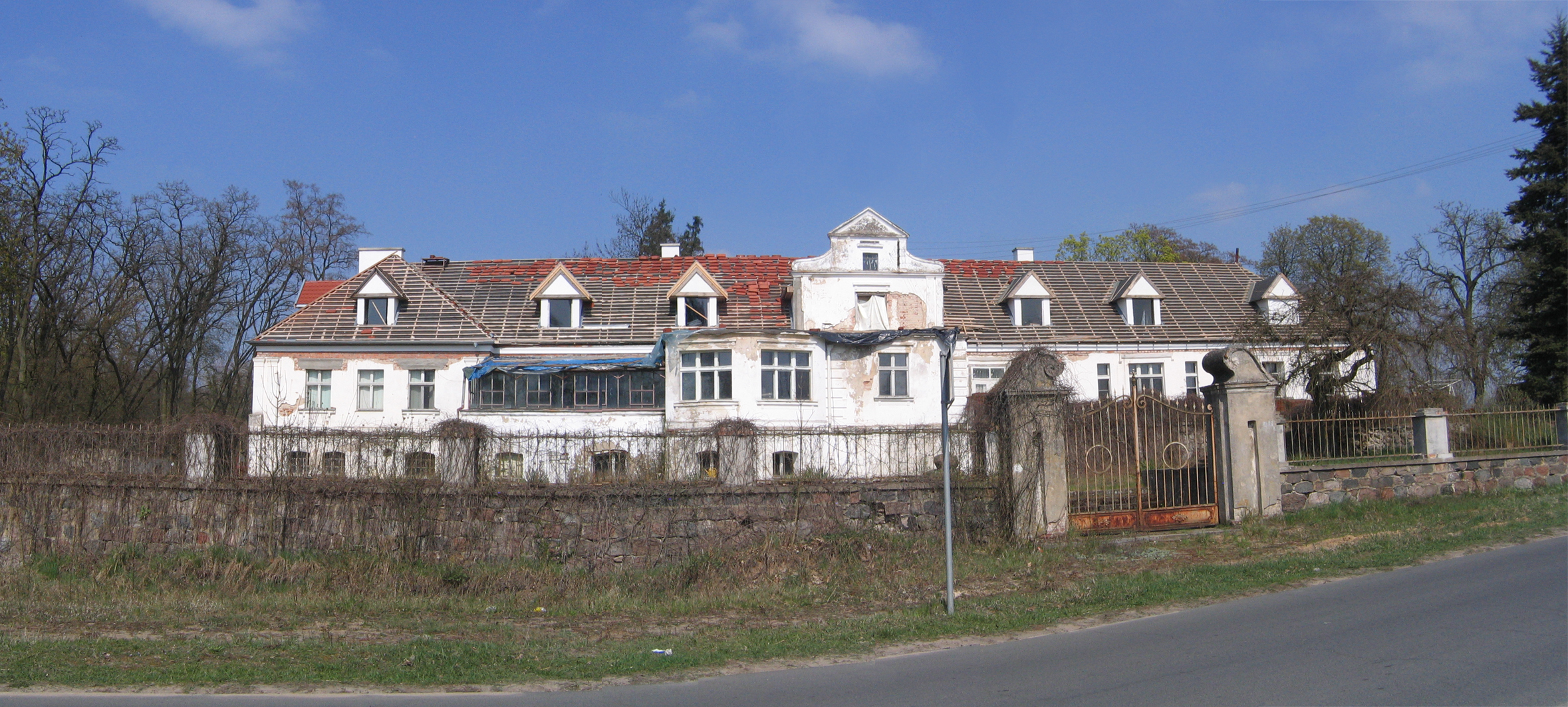
Dwór Jackowskich